# Gereedschap

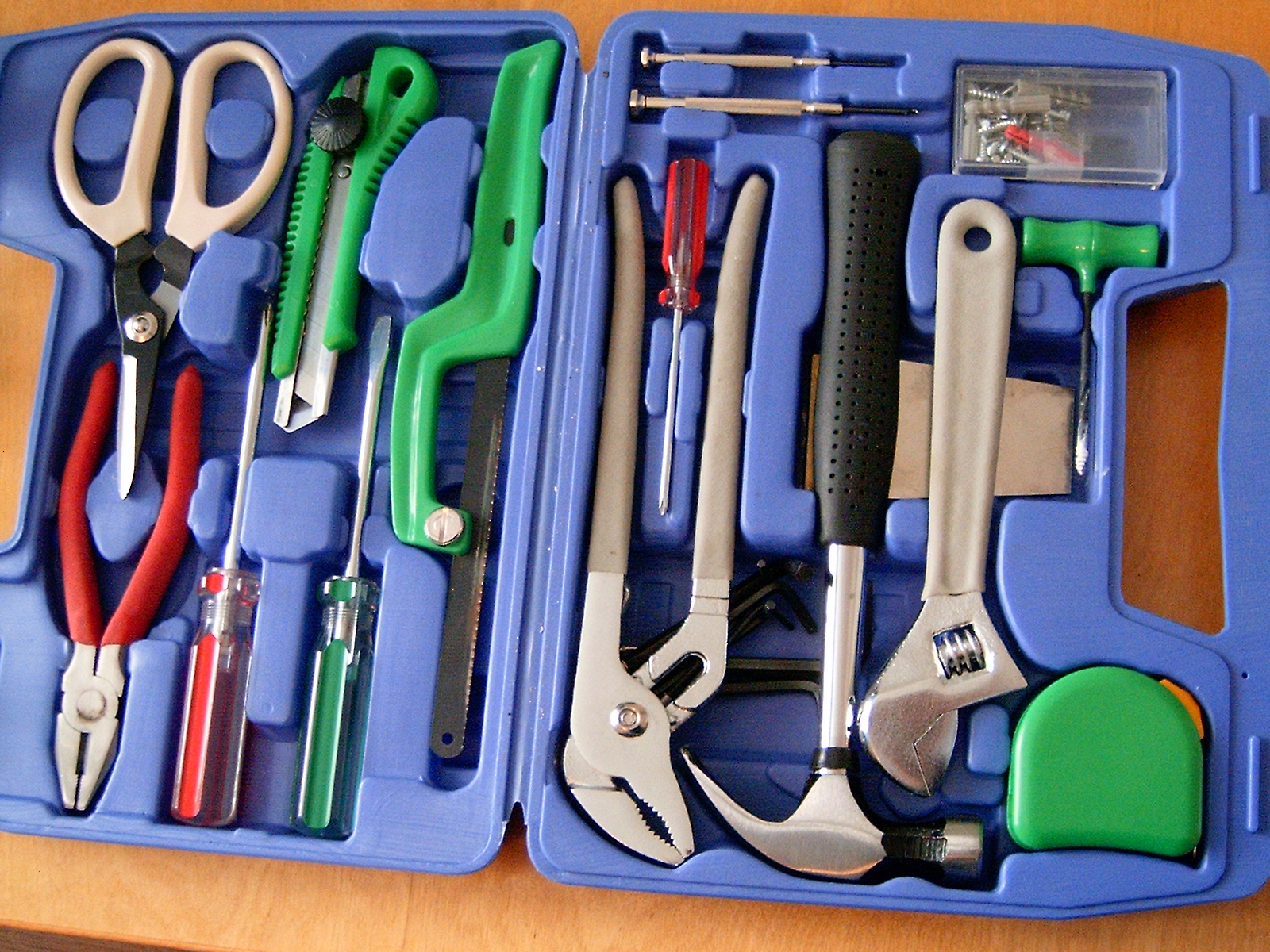
Handgereedschap

Onder gereedschap verstaat men hulpmiddelen die worden gebruikt om taken uit te voeren en die deze vaak eenvoudiger maken. Zo kent men bijvoorbeeld keukengereedschap of schrijfgereedschap. Het kan zijn dat gereedschp bestaat uit hulpmiddelen voor de handwerksman (hamer, nijptang, schroevendraaier, beitel enz.), waartoe ook de toestellen voor meten, spannen en vasthouden gerekend worden. Ook hulpstukken in de machinale bewerking (beitels, frezen enz.) noemt men gereedschap. Afhankelijk van de complexiteit van het apparaat spreekt men soms van gereedschap, en in andere gevallen van werktuigen of machines; naarmate het hulpmiddel geavanceerder of mechanischer is, worden deze termen vaker gebruikt.
Mensen kunnen gereedschap gebruiken, maar ook bij mensapen, kraaiachtigen, Goffins kaketoes, zeeotters en dolfijnen neemt men het gebruik van gereedschap waar.
Andere termen die gebruikt worden voor bepaalde typen gereedschap zijn gerei (meervoud van zachter gereedschap) en instrument (over het algemeen een meer geavanceerd of erg specialistisch stuk gereedschap). Er zijn stukken gereedschap die in verschillende velden worden gebruikt, maar vaak is gereedschap zeer gespecialiseerd voor een bepaalde toepassing, bijvoorbeeld voor houtbewerking.

## Soorten gereedschap
Gereedschap kan onderverdeeld worden in verscheidene categorieën:

### Handgereedschap
- avegaar
- beitel
- bijl
- boor
- centerpons (centerpunt, puntslag)
- cijferpons
- draadtap
- drevel
- doorslag (pendrijver)
- dopsleutel
- Engelse sleutel
- figuurzaag
- frees
- fretboor
- glassnijder
- grondschaaf
- guts
- hamer
- holpijp
- ijzerzaag (beugelzaag)
- juniorzaag
- kabelklemtang
- koevoet
- komstaaldraadborstel
- kruishout
- letterpons
- lijmklem (lijmtang)
- mes
- nijptang
- perforator
- pijpsleutel
- plamuurmes
- poelietrekker
- pompschroevendraaier
- priem (els)
- revolverponstang
- schaaf
- schaar
- schildershakmes
- schraapstaal
- schroevendraaier
- spanningzoeker
- schrijfhaak
- schuurblok (schuurkurk)
- slagsleutel
- sleutel
- draadsnijder
- rattenstaart
- tang
- tas
- verfkrabber
- verfsteker
- verstekbak
- verstekzaag
- vuist
- vijl
- wringijzer
- zaag
- zaagklem
- zweihaak (zwaaihaak)

### Hulpmiddelen bij gereedschappen
- aambeeld
- bankschroef
- krik
- lasbril
- loopkat
- gehoorbescherming
- katrol
- takel
- veiligheidsbril
- veiligheidshelm
- werkbank

### Machinegereedschap
Machinale equivalenten van handgereedschap:
- draaibank, freesmachine, metaaldraaibank (dit zijn beitels)
- boormachine, klopboormachine, boorhamer, drilboor
- schaafbank, vlakbank, vandiktebank (dit zijn schaven)
- knipschaar
- accuboormachine (gebruikt als schroevendraaier)
- schuurmachine (schotelschuurmachine)
- bandzaag, cirkelzaag
  - decoupeerzaag
  - figuurzaagmachine
  - kettingzaag (motorzaag)
  - lintzaag
  - radiaalzaag
  - zaagmachine

Overig machinaal gereedschap:
- elektrische slijpmachine
- graveermachine
- haakse slijper
- stansmachine
- zetbank (afkantpers)

### Meetgereedschap
Voor het meten van lengtes:
- duimstok
- meetlat
- meetlint
- micrometer
- rolmaat
- schuifmaat
- Geodriehoek

Ander meetgereedschap:
- bandenspanningsmeter
- curvimeter
- gradenboog
- kaliber (instrument)
- krompasser
- multimeter (stroom-. spanning-, weerstand-, universeelmeter)
- schietlood
- schroefdraadmeter
- sonde of taster
- steekpasser
- vlakplaat
- voelermaat
- waterpas

### Tekengereedschap
- afrondingsmal of tekenschaats
- doezelaar
- gatenplaat of cirkelmal
- gradenboog
- Graphos van Pelikan
- kleurpotloden
- krijtstift gebruikt in de bouw
- lettersjablonen met alle mogelijke letter- en cijfertypen
- liniaal
- passer en valpasser
- Rapidograph, buisjespen van Rotring
- schaalstok
- spatlijn
- stifthouders van Pentel
- strooklatten
- tekendriehoeken van 45/45 en 60/30 graden
- tekenhaak of tekenmachine
- tekenplank of tekenbord
- parallelliliaal
- tekenpotloden in vele hardheden, ook als vulpotlood
- tekensjablonen voor alle mogelijke vakgebieden
- tekentafel
- timmermanspotlood
- trekpen
- vlakgum of stuf

### Schildersgereedschap
- bokkenpoot
- kitpistool (kitspuit)
- kwast
- palet
- paletmes (schildersmes)
- passe-partoutsnijder
- penseel
- plamuurmes
- schuurblok (schuurkurk)
- schuurmachine
- schildersezel

### Huishoudelijk gereedschap
- bezem
- stoffer en blik
- boender
- luiwagen
- vloertrekker
- mand
- mattenklopper
- ragebol
- raamwisser (wisser, trekker)
- strijkplank

Elektrische huishoudelijke gereedschappen worden meestal met de term huishoudelijke apparatuur aangeduid.

### Gereedschap voor zelfverzorging
- borstel
- eeltrasp
- kam
- nagelschaar
- pincet
- scheermes
- tandenborstel
- tandenstoker
- washandje

### Kook- en eetgereedschap
- mes
- lepel
- vork
- broodmes
- pan
- wok
- opscheplepel
- pollepel
- schuimspaan
- spatel
- bakspatel
- blikopener
- afwasborstel
- schaal
- weegschaal

### Naaigereedschap
- borduurmachine
- borduurring
- breipen
- breimachine
- haaknaald
- kleermakerskrijt
- maasbal
- naald
- naaimachine
- Radeerwiel
- Rokkenspuit
- schaar
- speld
- vingerhoed

### Werkplaatsgereedschap

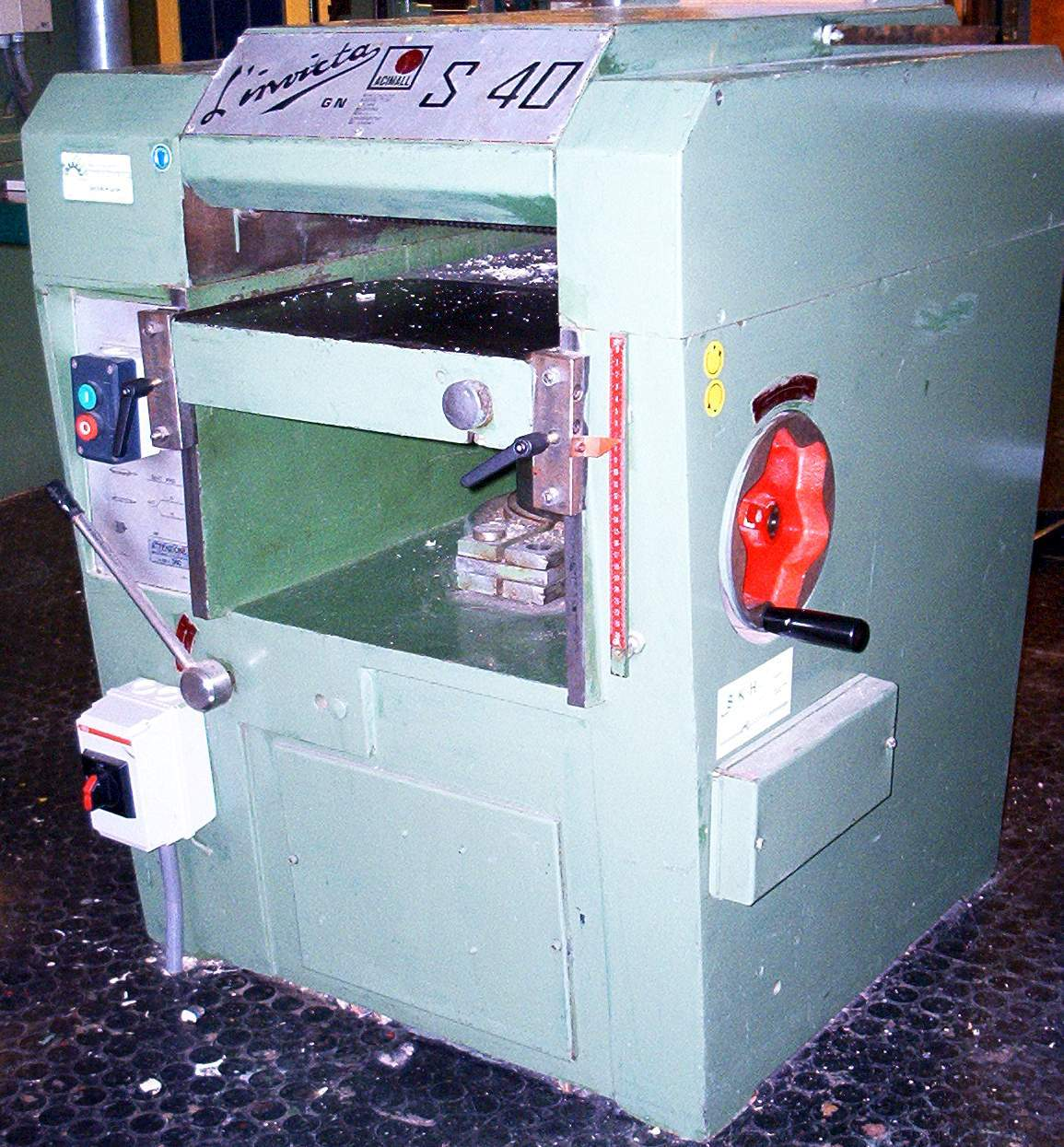
Vandiktebank

Op een werkplaats worden verschillende gereedschappen en werktuigen gebruikt, zoals:
- aambeeld
- bankschroef
- houtdraaibank
- radiatorkwast
- vandiktebank
- vlampolijstmachine

### Smeedgereedschap
De smid gebruikt in de smederij onder andere:
- aambeeld
- blaasbalg
- smidshamer
- smidsvuur

### Redgereedschap
- Hydraulisch redgereedschap

### Militair gereedschap
- gevechtswapen

### Boordgereedschap
Boordgereedschap is het bij een voer- of vaartuig aan boord meegenomen gereedschap. Meestal wordt standaard bij een nieuw voertuig boordgereedschap meegeleverd. Dat gereedschap heeft zelden de kwaliteit van gereedschap waarmee een monteur werkt.

### Overige
- Vonkvrij gereedschap